# 一幡
源一幡（建久9年（1198年）－建仁3年9月2日（1203年10月8日））為鎌倉幕府第二代征夷大將軍源賴家之嫡長子，母親是比企能員之女若狹局。
建仁3年（1203年）父親源賴家急病命危時，大臣們準備在賴家死後由6歲的一幡領關東28國及10歲賴家之弟源實朝領關西38國分權統治。源賴家進行最後的反擊，但是比企氏組織討伐北條氏之計畫失敗，謀逆的比企氏一族被滅（比企能員之變），其住處小御所被放火，一幡及其母若狹局自盡。父親賴家其後更被剝奪將軍之職，流放到伊豆修禪寺（靜岡縣伊豆市）中幽禁。翌年，被北條氏派遣刺客暗殺。